# Valse bosschotelkorst
De valse bosschotelkorst (Lecanora sarcopidoides; ook wel L. sarcopisoides en L. sarcopisioides) is een korstmos van het geslacht Lecanora uit de familie Lecanoraceae. De soort werd onder de naam Biatora sarcopidoides voor het eerst in een wetenschappelijk werk beschreven door de Italiaan Abramo Bartolommeo Massalongo in 1852. De Zweed Teodor Hedlund beschreef de soort voor het eerst onder zijn huidige naam, in 1892.

## Kenmerken
Het korstmos is te vinden op vrijstaande bomen met zure schors. Het thallus is tot vier centimeter breed en 0,05-0,3 mm hoog. De areolen zijn onregelmatig en wratachtig gevormd. Deze zijn ongeveer een halve millimeter breed. De cortex is niet ver ontwikkeld, voornamelijk in het onderste deel van het apothecium, onder het excipulum. Korrels zijn aanwezig in alle delen van het thallus, met name in de bovenste laag. De bovenzijde is vlak en qua kleur grijs of grijsbruin tot bleek geelbruin.

## Verspreiding
De valse bosschotelkorst, een relatief zeldzame soort, kan worden gevonden in Centraal- en West-Europa. De soort is gevonden in onder andere Zweden, het Verenigd Koninkrijk, Ierland, Nederland, België, Duitsland, Oostenrijk, Frankrijk, Tsjechië en Italië.
In Nederland is de valse bosschotelkorst maar een enkele keer waargenomen. Dit was in 1904 in Noord-Brabant, tussen Nieuwkuijk en Helvoirt. Hierna is hij nooit meer opnieuw in het land gevonden. Op de Nederlandse Rode Lijst van korstmossen staat de soort genoteerd als 'verdwenen uit Nederland'.